# Orthonama vittulata
Orthonama vittulata là một loài bướm đêm trong họ Geometridae.